# Clef Records
Clef Records was een Amerikaans platenlabel voor jazzplaten, in 1946 opgericht door Norman Granz. Het label ging later op in Verve Records.
Granz, concert-impresario en platenproducer, was verantwoordelijk voor de Jazz at the Philharmonic-concerten (JATP). Registraties van deze concerten kwamen onder meer uit op Clef Records. Ook verschenen platen met daarop jamsessies.
Artiesten die op het label uitkwamen, waren onder meer Billie Holiday, Lionel Hampton,  Count Basie en Charlie Parker. Het label bracht 78 toerenplaten, 10 inch-lp's en 12 inch-lp's uit. Andere platenmaatschappijen van Granz waren Norgran (opgericht in 1953), Verve Records (1956) en Pablo Records (1973).